# Estudos clássicos
Estudos clássicos é a denominação dada aos estudos de caráter multidisciplinar que agregam os pesquisas relativas à antiguidade clássica grego-romana, particularmente suas línguas e literaturas (grego antigo e latim), filosofia greco-romana, história antiga e arqueologia clássica. No mundo ocidental, os estudos relativos à civilização greco-romana sempre foram considerados um pilar da humanidades e parte fundamental da educação bem estruturada. Em países anglófonos, esta grande área do conhecimento recebe o nome de Classics ou Classical Studies, em países de língua francesa Études Classiques.

## A formação do classicista (latinista e helenista) no Brasil

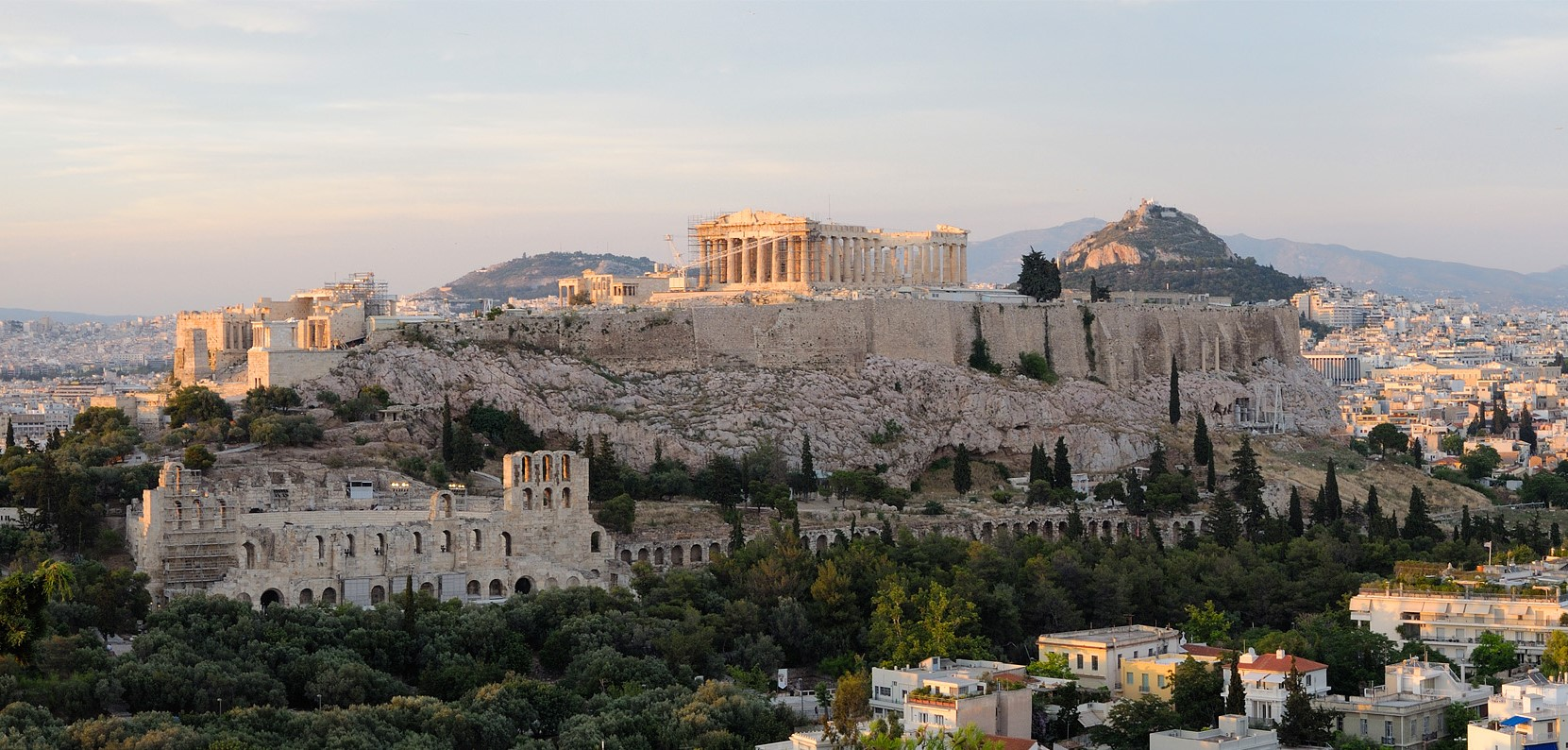
Acrópole de Atenas

No âmbito da educação universitária no Brasil, muitas instituições, principalmente as públicas, oferecem em nível de graduação cursos de grego antigo e de latim, entretanto  o bacharelado e/ou a licenciatura em língua e literatura grega e língua e literatura latina é oferecido em apenas três: na  Universidade de São Paulo (USP), na Universidade Estadual Paulista (UNESP) e da Universidade Federal do Rio de Janeiro. O aluno egresso desses cursos recebe a alcunha de helenista e de latinista respectivamente, sendo que se for dupla sua titulação, isto grego antigo e latim, será conhecido como classicista. Ainda no que diz respeito à formação desses profissionais, há que ser registrado que outras universidades, ainda que não ofereçam a possibilidade de uma diplomação em grego antigo e/ou latim, possuem em suas grades curriculares disciplinas optativas suficientes a fim de oferecer uma sólida formação nesta área, entre essas universidades, temos a Universidade Estadual de Campinas, a Universidade Federal do Paraná, a Universidade Federal do Rio Grande do Sul, Universidade Federal do Espírito Santo, Universidade Federal de Minas Gerais, Universidade Federal de Ouro Preto, entre outras. No âmbito da pós-graduação, há dois programas específicos aprovados pela CAPES: O Programa de Pós-graduação em Letras Clássicas da Universidade de São Paulo e da Universidade Federal do Rio de Janeiro. Mesmo que não recebam o nome  específico "Letras Clássicas", muitos programas de Pós-graduação em Linguística e em Estudos Literários possuem áreas de Concentração que pode dar ao pós-graduando uma sólida formação nas Letras Clássicas, convém lembrar o Programa de Pós Graduação em Linguística da UNICAMP e o de Estudos Literários da UNESP, câmpus de Araraquara/SP.

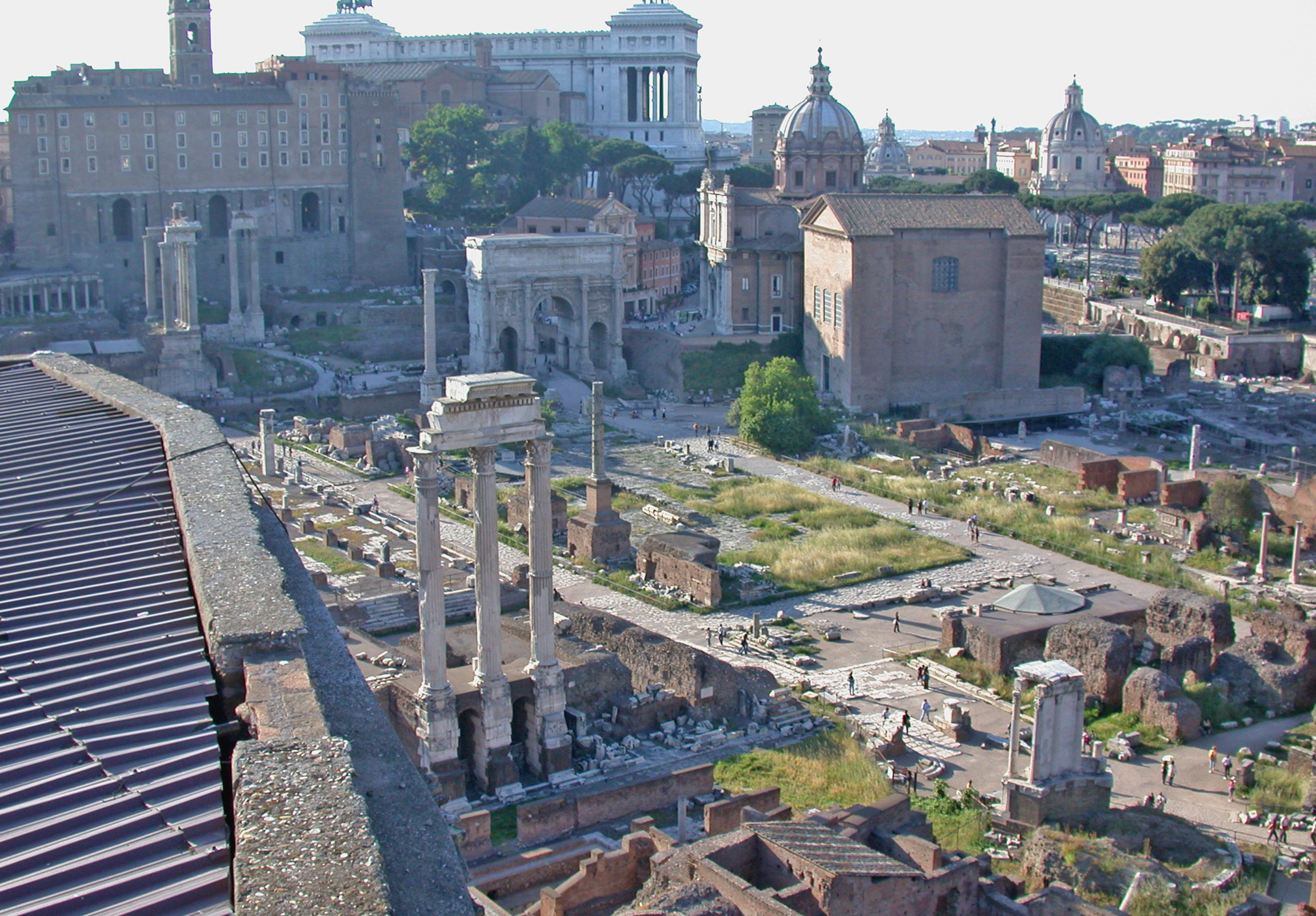
Forum Romano, visão a partir do Monte Palatino, Roma

Afora, os estudos relativos à linguagem (Linguística e Literatura), os estudos clássicos dedicam-se a outras áreas importantes do conhecimento, que seguramente não podem prescindir do conhecimentos linguístico-literários, assim como esses não podem abrir mão de um contextualização histórico-arquiológica e filosófica dos textos antigos greco-latinos. Contudo, diferentemente do que ocorre em Letras e Linguística, os estudos clássicos nas demais áreas ora limitam-se a disciplinas isoladas nos cursos de graduação em História, Filosofia e Arqueologia, ora são áreas de concentração ou linhas de pesquisas nos programas de pós-graduação homônimos. Na Universidade de São Paulo, por exemplo, no curso de filosofia são oferecidas: História da Filosofia Antiga I e História da Filosofia Antiga III em que podem ser discutidos e desenvolvidos temas relativos aos pré-socráticos, a Platão, a Aristóteles, aos céticos, aos cínicos, aos estóicos, aos pitagóricos entre outros.

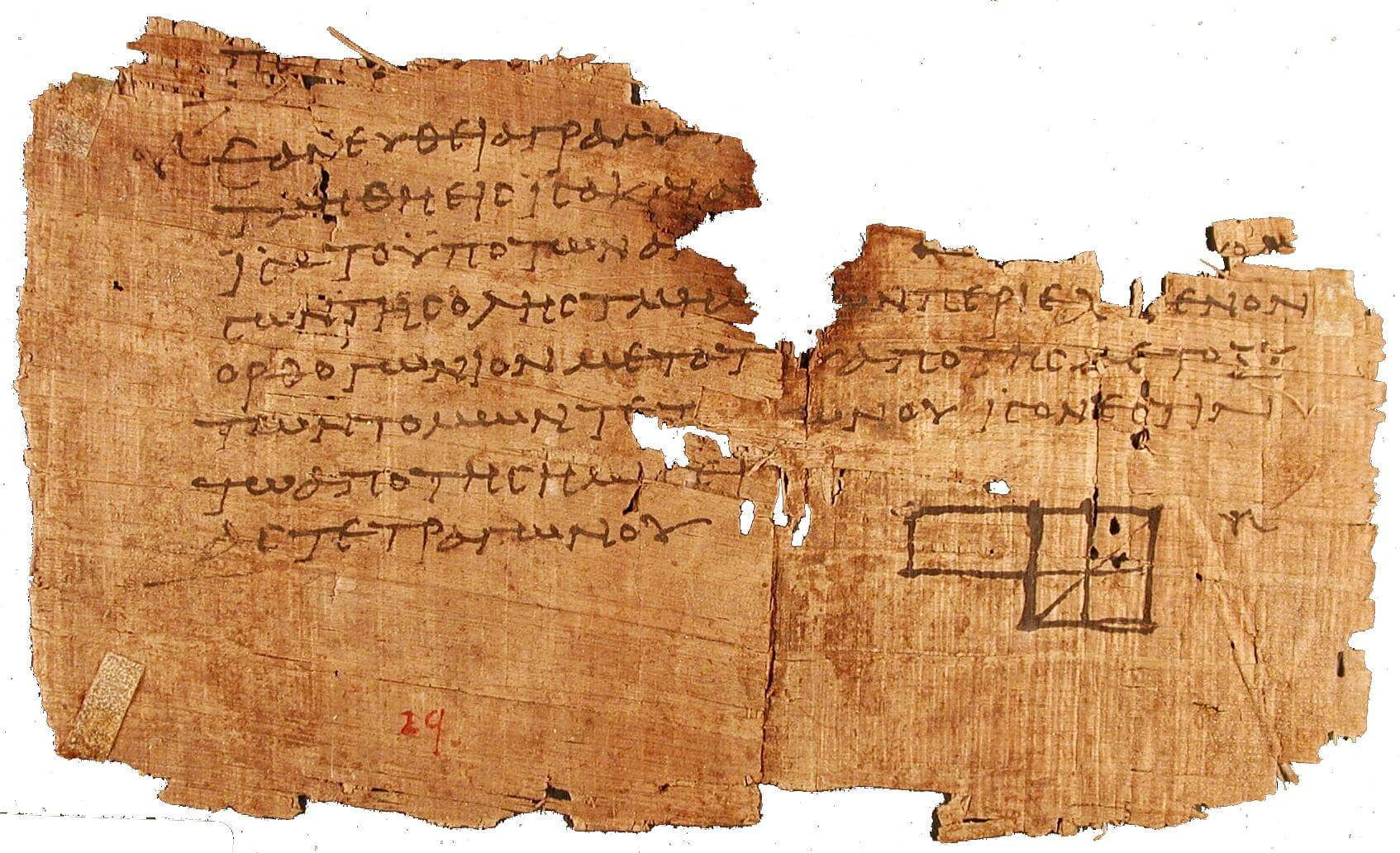
Papiro encontrado em Oxirrinco com manuscritos de Euclides

A história da Grécia e a história de Roma são elementos curriculares obrigatórios desde o ensino fundamental, portanto seu estudo e sua pesquisa devem ser valorizados nos níveis de graduação e de pós-graduação. Na Universidade de São Paulo, são oferecidas, por exemplo, as seguintes disciplinas na Graduação: História Antiga I, História Antiga II e Arqueologia, sem contar disciplinas que tocam parcialmente nestes conteúdos. No que diz respeito à pós-graduação não são ouças as Universidades Brasileiras que oferecem formação acadêmica no âmbito da História Antiga, haja vista a existência de um Grupo de Trabalho de História Antiga específico na Associação Nacional de História - ANPUH.
A Arqueologia Clássica possui certa tradição no Brasil. Na Universidade de São Paulo, a Arqueologia, sua pesquisa e ensino, está subordinada ao Museu de Arqueologia e Etnologia - MAE. Esse museu oferece mais de 20 disciplinas de graduação em diversos cursos da USP e de outras universidades. Possui também um programa de pós-graduação cuja função é a formação de pesquisadores e professores universitários da área.
Em 1999, a Universidade de São Paulo promoveu profundas modificações curriculares no curso de Letras. Entre estas, estava a criação de um Ciclo Básico no primeiro ano. Nele os ingressastes poderiam ter acesso aos conhecimentos mais elementares e importantes do curso como um todo. Nesse sentido, quatro núcleos disciplinares foram criados e são obrigatórios desde então: Introdução aos Estudos Literários, Introdução aos Estudos Clássicos (IEC I e II), Introdução à Linguística e Introdução aos Estudos de Língua Portuguesa. A presença das disciplinas IECI e II na grade curricular que possui apenas mais três outras componentes denota a importância dos estudos clássicos na formação do profissional de Letras. De maneira análoga ao que ocorre, como visto acima, nos cursos de História e Filosofia com suas disciplinas afins.

## Grupos/núcleos de pesquisa e laboratórios e centros de pesquisa
Além da Sociedade Brasileira de Estudos Clássicos - SBEC, outras sociedades concorrem para o desenvolvimento dos estudos clássicos no Brasil. A Sociedade Brasileira de Platonistas, a Sociedade Brasileira de Retórica, a Associação Brasileira de Professores de Latim são dois exemplos importantes. Contudo, sob a perspectiva de uma capilaridade institucional, inúmeros grupos, núcleos, centros e laboratórios de pesquisa organizam-se nas Universidades Brasileiras sob a égide dos estudos clássicos. Entre esses são dignos de citação:
Além da Sociedade Brasileira de Estudos Clássicos - SBEC, outras sociedades concorrem para o desenvolvimento dos Estudos Clássicos no Brasil. A Sociedade Brasileira de Platonistas, a Sociedade Brasileira de Retórica, a Associação Brasileira de Professores de Latim são dois exemplos importantes. Contudo, sob a perspectiva de uma capilaridade institucional, inúmeros grupos, núcleos, centros e laboratórios de pesquisa organizam-se nas Universidades Brasileiras sob a égide dos Estudos Clássicos. Entre esses são dignos de citação:
- IAC - Imagens da Antiguidade Clássica (USP)[8]
- VerVe - Verbum Vertere (USP)[9]
- LATTIM - Laboratório de Tradução de Textos e Imagens (USP)
- Proaera - Programa de Estudos em Representações da Antiguidade (UFRJ[10]/UFES[11]/UFJF/UFRGS/UniRio)
- LEIR - Laboratório de Estudos do Império Romano (USP[12]/UFOP[13]/UNESP[14]/UFES[15])
- GTA - Grupo de Teatro Antigo (USP)[16]
- LINCEU - Visões da Antiguidade Clássica (Unesp-Araraquara)[17]
- Archai - Cátedra UNESCO Archai: as origens do pensamento ocidental (UnB[18])
- LABECA -  Laboratório de Estudos sobre a Cidade Antiga (USP[19])
- LEPAARQ - Laboratório de Ensino e Pesquisa em Antropologia e Arqueologia (UFPel[20])
- NEHMAAT - Núcleo de Estudos em História Medieval, Antiga e Arqueologia Transdisciplinar (UFF[21])
- CEIA - Centro de Estudos Interdisciplinares da Antiguidade (UFF[22])
- LHIA - Laboratório de História Antiga (UFRJ[23])
- CEC - Centro de Estudos Clássicos (Unicamp[24])

- CPA - Centro do Pensamento Antigo (Unicamp[25])
- OUSIA - Estudos em Filosofia Clássica (UFRJ)[26]
- NOESIS - Laboratório de Estudos em Filosofia Antiga (UERJ)[27]
- NEREIDA - Núcleo de Estudos de Representações e de Imagens da Antiguidade[28] (UFF)
- NEAM - Núcleo de Estudos Antigos e Medievais[29] (UFMG)
- FILIA - Filologia, Língua e Literatura Antigas (UFRN)
- GELLAMA - Grupo de Estudos de Língua Latina de Manaus (UFAM)
- LATINITATES - Estudos Clássicos e Humanísticos [30](UEA)
- NIGRAM - Núcleo Giancarlo Stefani de Investigação em Gramática e Retórica, Antigas e Modernas [31](UEA)

## Alguns manuscritos da Renascença - transmissão
A partir de manuscritos transmitidos da Antiguidade e que sobreviveram até o Renascimento, edições críticas, isto é, aquelas que cotejam mais de um ainda hoje são elaboradas e/ou traduzidas pelos classicistas para as línguas modernas, donde têm-se várias coleções importantes, entre as quais são dignas de nota:
- Loeb Classical Library, elaborada pela Harvard University Press,
- Les Belles Lettres organizada pela Association Guillaume Budé de Paris,
- BUR Classici da Biblioteca Universale Rizzoli de Milão
- Biblioteca Clásica Gredos da Editorial Gredos de Madri[32]
- Classica Digitalia[33] organizada pela Imprensa da Universidade de Coimbra.

Os estudos clássicos também não podem prescindir das edições que oferecem apenas o texto latino e do texto grego com aparato crítico como são os casos da Bibliotheca Teubneriana de Leipzig e da Oxford Classical Texts da Oxford University Press.

### Transmissão oral e transmissão escrita
Quando estamos diante de um texto antigo, por exemplo, a Odisseia de Homero, muitas questões relativas à sua transmissão devem ser consideradas, pois que aliam-se à fidedignidade do texto que estamos lendo, isto é, se pensarmos que Homero é um autor que teria vivido entre os séculos IX e VIII a.C., época em que entre os gregos a escrita ainda não havia sido inventada — ela nasce no século VI a.C. — como poderíamos atestar firmemente que fosse realmente o autor dessa obra? E mais como poderíamos ter certeza de que esta obra hoje lida era exatamente aquela que fora composta por este autor que não pôde registrá-la em um suporte/meio durável? Estas questões dizem respeito à uma questão que por muito tempo vem sendo discutida pelos classicistas: a questão homérica. Homero teria ou não existido? Se não o que são os poemas homéricos? Uma compilação? Uma composição coletiva? E Homero seria ou não uma ficção? Teria poetado? Teria recolhido poemas na tradição? Seria ele apenas um cantor, um aedo? Hoje, ao que parece, poucos têm este tipo de preocupação, mais certo é que os classicistas (latinistas e helenistas) se debruçam sobre o material histórico que lhes cabe: o texto. Nesse sentido, os estudos clássicos ocupam-se da descoberta de novos textos, de sua edição e tradução, da elaboração de comentários e a exegese dessas descobertas. Mas ainda assim, diante de tudo isto, uma questão importante ainda está na base dos estudos clássicos: como os textos homéricos compostos por uma única pessoa ou várias chegaram até nós tendo em vista a agrafia grega no período de sua composição? A tradição oral é a resposta.

## Periódicos científicos - brasileiros e internacionais

### Brasileiros
- Classica - Revista Brasileira de Estudos Clássicos[37] - SBEC
- Letras Clássicas - Revista de Estudos Clássicos do PPG em Letras Clássicas[38] - USP
- Phaos - Revista de Estudos Clássicos[39] - Unicamp
- Nuntius Antiquus[40] - UFMG
- Mare Nostrum - Estudos sobre o Mediterrâneo Antigo[41] - USP
- Calíope - Presença Clássica[42] - UFRJ
- Hélade - Tevista de História Antiga[43] - UFF
- Romanitas - Revista de Estudos Greco-latinos[44] - UFES
- Códex - Revista de Estudos Clássicos[45] - UFRJ
- Rónai - Revista de Estudos Clássicos e Tradutórios[46] - UFJF
- Revista de Estudos Filosóficos e Históricos da Antiguidade[47] - Unicamp
- Phoînix - Periódico do Laboratório de História Antiga (LHIA)[48] - UFRJ
- Alétheia - Revista de Estudos sobre Antiguidade e Medievo[49] - UFRN

### Internacionais
- The American Journal of Philology - The Johns Hopkins University Press - Estados Unidos
- Arethusa[50] - Johns Hopkins University Press - Estados Unidos
- L'Antiquité Classique[51] - Revue Interuniversitaire d’Études Classiques - Bélgica
- American Journal of Archaeology[52] - Archaeological Institute of America - Estados Unidos
- Acta Classica[53] - The Journal of the Classical Association of South Africa
- Bulletin of the Institute of Classical Studies  - Reino Unido
- The Classical Quarterly[54] - The Classical Association - Reino Unido
- Classical Philology[55] - A Journal dedicated to research in the Classical Antiquity - The University of Chicago Press - Estados Unidos
- Classical Antiquity[56] - Department of Classics of the University of California - Estados Unidos
- The Classical World - Estados Unidos
- The Classical Review - Reino Unido
- The Classical Journal - Estados Unidos
- CFC(L)[57] - Cuadernos de Filología Clásica. Estudios Latinos - Universidad Complutense Madrid - Espanha
- CFC(G)[58] - Cuadernos de Filología Clásica. Estudios Griegos y Indoeuropeos - Universidad Complutense Madrid - Espanha
- Euphrosyne - Revista de Filologia Clássica - Centro de Estudos Clássicos da Faculdade de Letras da Universidade de Lisboa - Portugal
- Emerita[59] - Revista de Linguistica e Filologia Clásica - Instituto de Lenguas y Culturas del Mediterráneo y Oriente Próximo - Espanha
- Greece & Rome - Reino Unido
- Gnomon - Alemanha
- Glotta - Alemanha
- Harvard Studies in Classical Philology - Estados Unidos
- Hermes - Alemanha
- Illinois Classical Studies - Estados Unidos
- Journal of Roman Studies[60] - Society for the Promotion of Roman Studies - The Roman Society - Reino Unido
- Latomus - Révue d'Études Latines[61] - Société d’Études Latines de Bruxelles - Bélgica
- Mnemosyne[62] - A Journal of Classical Studies - Brill - Holanda
- Museum Helveticum - Suiffa
- Materiali e Discussioni per l'Analisi dei Testi Classici - Itália
- Phoenix[63] - a journal of the Classical Association of Canada - Canadá
- Papers of the British School at Rome - Reino Unido
- Quaderni Urbinati di Cultura Classica - Itália
- Revue des Études Grecques[64] - REG - Association pour l'Encouragement des Etudes grecques en France - França
- Revue des Études Latines[65] - REL - Société des Études Latines - França
- Revue de Philosophie Ancienne - França
- Rheinisches Museum für Philologie - Alemanha
- Revue de Philosophie Ancienne
- Ramis
- Transactions of the American Philological Association - Estados Unidos
- Zeitschrift für Papyrologie und Epigraphik - Alemanha
- Wiener Studien - Áustria

## Sociedades internacionais
- Fédération internationale des associations d’études classiques / International Federation of Associations of Classical Studies - FIEC[66]
- Associaçião Portuguesa de Estudios Clássicos[67] - Portugal
- The Society for Classical Studies (SCS)[68] / American Philological Association (APA) - Estados Unidos
- Classical Association of the Middle West and South[69] - Estados Unidos
- The Classical Association[70] - Reino Unido
- Society for the Promotion of Roman Studies - The Roman Society - Reino Unido
- Society for the Promotion of Hellenic Studies - The Hellenic Society[71] - Reino Unido
- Sociedad Española de Estudios Clásicos[72] - Espanha
- Societat Catalana d’Estudis Clàssics[73] - Espanha
- Société d’Études Latines de Bruxelles[74] - Bélgica
- The Classical Association of Canada / La Société canadienne des études classiques[75] - Canadá
- Société des Études Latines[76] - França
- Association pour l'Encouragement des Etudes Grecques en France[77] -  França
- Asociación Argentina de Estudios Clásicos[78] - Argentina
- Associazione Italiana di Cultura Classica[79] - Itália
- Asociación Mexicana de Estudios Clásicos[80] - México
- Oikos - National Research School in Classical Studies[81] - Holanda
- Deutsche Altphilologenverband[82] - Alemanha